# 西大寺町·岡山藝術創造劇場晴之輪前停留場
西大寺町·岡山藝術創造劇場晴之輪前停留場（日语：／ Saidaiji-chō Okayama Geijutsu Sōzō Gekijō Harenowa-mae Teiryūjō */?），又稱西大寺町電停，是位於岡山縣岡山市北區，屬於岡山電氣軌道東山本線的電車站。車站編號為H06。本站在平日早上繁忙時間設有1班在此折返的電車。由於東山地區有許多學生乘電車上學，因此使岡山縣廳等乘車的通勤客有機會不能上車。

## 歷史
- 1912年（明治45年）5月5日 御城下（現時：城下）至此站之間開通[1]，此站啟用。

## 電車站構造
本站建在共用行車道上，並設有1面2線的島式低地台月台。此站靠近岡山站一方設有折返路軌。

## 電車站周邊
- 岡電巴士、兩備巴士「西大寺町」巴士站
- 國道2號
- 國道250號
- 岡山縣道27號岡山吉井線（日语：岡山県道27号岡山吉井線）
- 岡山縣道28號岡山牛窗線（日语：岡山県道28号岡山牛窓線）
- 岡山信用金庫（日语：おかやま信用金庫）
- 岡山表町商店街（日语：岡山表町商店街）

## 相鄰電車站
岡山電氣軌道
■東山本線
縣廳通（H05）－西大寺町·岡山藝術創造劇場晴之輪前（H06）－（臨）京橋－小橋（H07）

## 注腳
1. ↑  岡山電気軌道　路面電車のあゆみ （页面存档备份，存于）（日語）

## 外部連結
- 岡山電気軌道株式会社 電車事業部（路面電車） （页面存档备份，存于）（日語）